# 輸入-狀態穩定性
輸入-狀態穩定性（Input-to-state stability）簡稱ISS，是在有外部輸入時，非線性的控制理論中探討其穩定性的方式。簡單來說，控制系統具有輸入-狀態穩定性也就是指在沒有外在輸入時，系統會漸近穩定，而且在足夠長的時間後，系統軌跡會限制在和輸入大小有關的函數中。
輸入-狀態穩定性之所以重要，是因為此概念連接了輸入-輸出穩定性以及狀態空間法，這二個都是控制系統研究者常常使用的工具。輸入-狀態穩定性的標示方式是由Eduardo Sontag在1989年開始使用。

## 定義
考慮非時變常微分方程，其形式如下
| {\displaystyle {\dot {x}}=f(x,u),\ x(t)\in \mathbb {R} ^{n},} |  | 1 |

其中{\displaystyle u:\mathbb {R} _{+}\to \mathbb {R} ^{m}}是勒贝格测度有本質確界的外部輸入，且 {\displaystyle f}是利普希茨連續函數。這可以確保系統(1)有唯一绝对连续的解。
若要定義ISS以及其他相關的性質，需要引入以下的比較函數分類。令{\displaystyle {\mathcal {K}}}（K類函數）為連續遞增函數{\displaystyle \gamma :\mathbb {R} _{+}\to \mathbb {R} _{+}}，且{\displaystyle \gamma (0)=0}形成的集合，令{\displaystyle {\mathcal {K}}_{\infty }}為無界函數{\displaystyle \gamma \in {\mathcal {K}}}，再令{\displaystyle \beta \in {\mathcal {K}}{\mathcal {L}}}（KL類函數）為若{\displaystyle \beta (\cdot ,t)\in {\mathcal {K}}}在所有的{\displaystyle t\geq 0}都成立，而且針對所有的{\displaystyle r>0}，{\displaystyle \beta (r,\cdot )}連續，且嚴格遞減至0。
系統(1)稱為在原點全域漸近穩定（0-GAS），若對應的零輸入系統
| {\displaystyle {\dot {x}}=f(x,0),\ x(t)\in \mathbb {R} ^{n},} |  | WithoutInputs |

是全域李雅普诺夫稳定，也就是存在
{\displaystyle \beta \in {\mathcal {K}}{\mathcal {L}}}使得針對所有的初值 
{\displaystyle x_{0}}以及任意時間{\displaystyle t\geq 0}，以下有關(WithoutInputs)解的估計都有效＞：
| {\displaystyle \|x(t)\|\leq \beta (\|x_{0}\|,t).} |  | GAS-Estimate |

系統(1)稱為輸入-狀態穩定性（ISS）若存在函數 
{\displaystyle \gamma \in {\mathcal {K}}}且{\displaystyle \beta \in {\mathcal {K}}{\mathcal {L}}}使得針對所有初值{\displaystyle x_{0}}，所有可行的輸入{\displaystyle u}以及任意時間{\displaystyle t\geq 0}，以下的不等式都成立
| {\displaystyle \|x(t)\|\leq \beta (\|x_{0}\|,t)+\gamma (\\|u\\|_{\infty }).} |  | 2 |

上述不等式中的函數{\displaystyle \gamma }稱為增益（gain）。
很明顯的，ISS系統是0-GAS系統，也有有界輸入有界輸出穩定性（若令輸出等於狀態），不過0-GAS系統不一定是ISS系統。
也可以證明若在{\displaystyle t\to \infty }時，{\displaystyle |u(t)|\to 0}，則在{\displaystyle t\to \infty }時，{\displaystyle |x(t)|\to 0}。

## 輸入-狀態穩定性質的特點
為了要瞭解輸入-狀態穩定性，需要用其他的穩定性術語來重新說明。
系統(1)為全域穩定（GS），若存在 
{\displaystyle \gamma ,\sigma \in {\mathcal {K}}}，使得對於{\displaystyle \forall u}、{\displaystyle \forall t\geq 0}及{\displaystyle \forall x_{0}}，下式都成立
| {\displaystyle \|x(t)\|\leq \sigma (\|x_{0}\|)+\gamma (\\|u\\|_{\infty }).} |  | GS |

系統(1)滿足漸近增益（AG）特性，若存在{\displaystyle \gamma \in {\mathcal {K}}}，使得對於{\displaystyle \forall x_{0}}, {\displaystyle \forall u}，下式都成立
| {\displaystyle \limsup _{t\to \infty }\|x(t)\|\leq \gamma (\\|u\\|_{\infty }).} |  | AG |

以下的描述都是等效的
：
1. (1)有ISS（輸入-狀態穩定性）
2. (1)是GS（全域穩定），且有AG（漸近增益）特性
3. (1)是0-GAS（在原點全域漸近穩定），且有AG（漸近增益）特性

在論文中可以找到以上論述的證明，以及許多輸入-狀態穩定性的特性。

## ISS-李亞普諾夫函數
ISS-李亞普諾夫函數是驗證輸入-狀態穩定性時的重要工具。
光滑函數{\displaystyle V:\mathbb {R} ^{n}\to \mathbb {R} _{+}}是系統(1)的ISS-李亞普諾夫函數，若{\displaystyle \exists \psi _{1},\psi _{2}\in {\mathcal {K}}_{\infty }}, {\displaystyle \chi \in {\mathcal {K}}}，以及正定函數 {\displaystyle \alpha }，使得下式成立：
{\displaystyle \psi _{1}(|x|)\leq V(x)\leq \psi _{2}(|x|),\quad \forall x\in \mathbb {R} ^{n}}
以及
{\displaystyle \forall x\in \mathbb {R} ^{n},\;\forall u\in \mathbb {R} ^{m}}，下式成立：
{\displaystyle |x|\geq \chi (|u|)\ \Rightarrow \ \nabla V\cdot f(x,u)\leq -\alpha (|x|),}
函數{\displaystyle \chi }稱為李亞普諾夫增益（Lyapunov gain）。
若系統(1)沒有輸入（也就是{\displaystyle u\equiv 0}），則最後一式可以簡化如下
{\displaystyle \nabla V\cdot f(x,u)\leq -\alpha (|x|),\ \forall x\neq 0,}
因此{\displaystyle V}也是（一般定義的）李亞普諾夫函數。
E. Sontag和Y. Wang得到的重要結論是系統(1)為ISS，若且唯若存在光滑ISS李亞普諾夫函數。

## 例子
考慮一系統
{\displaystyle {\dot {x}}=-x^{3}+ux^{2}.}
定義候選的ISS-李亞普諾夫函數{\displaystyle V:\mathbb {R} \to \mathbb {R} _{+}}如下
{\displaystyle V(x)={\frac {1}{2}}x^{2},\quad \forall x\in \mathbb {R} .}
{\displaystyle {\dot {V}}(x)=\nabla V\cdot (-x^{3}+ux^{2})=-x^{4}+ux^{3}.}
選擇李亞普諾夫增益{\displaystyle \chi }為
{\displaystyle \chi (r):={\frac {1}{1-\epsilon }}r}.
可以得到在{\displaystyle x,u:\ |x|\geq \chi (|u|)}的條件下，下式成立
{\displaystyle {\dot {V}}(x)\leq -|x|^{4}+(1-\epsilon )|x|^{4}=-\epsilon |x|^{4}.}
可得{\displaystyle V}是該系統的ISS-李亞普諾夫函數，李亞普諾夫增益為{\displaystyle \chi }。

## 其他相關概念

### 積分輸入-狀態穩定性（iISS）
系統(1)為積分輸入-狀態穩定性（integral input-to-state stable，iISS）若存在函數{\displaystyle \alpha ,\gamma \in {\mathcal {K}}}及{\displaystyle \beta \in {\mathcal {K}}{\mathcal {L}}}，使得針對所有初值{\displaystyle x_{0}}，所有可行的輸入{\displaystyle u}及任意時間{\displaystyle t\geq 0}下，以下不等式都會成立：
| {\displaystyle \alpha (\|x(t)\|)\leq \beta (\|x_{0}\|,t)+\int _{0}^{t}\gamma (\|u(s)\|)ds.} |  | 3 |

積分輸入-狀態穩定性（iISS）系統和ISS系統不同，若系統是iISS系統，在有界輸入下其軌跡仍可能會成長到無限大。例如，在所有{\displaystyle r\geq 0}，令{\displaystyle \alpha (r)=\gamma (r)=r}，且令{\displaystyle u\equiv c=const}，則估計(3)會變成以下的形式
{\displaystyle |x(t)|\leq \beta (|x_{0}|,t)+\int _{0}^{t}cds=\beta (|x_{0}|,t)+ct,}
隨著{\displaystyle t\to \infty }，等號右側會趨近無限大 {\displaystyle t\to \infty }。

### 局部輸入-狀態穩定性（LISS）
局部輸入-狀態穩定性也是一種輸入-狀態穩定性的特性。系統(1)為局部輸入-狀態穩定性（locally ISS、LISS）若存在常數{\displaystyle \rho >0}、函數 {\displaystyle \gamma \in {\mathcal {K}}}及{\displaystyle \beta \in {\mathcal {K}}{\mathcal {L}}}使得：針對所有{\displaystyle x_{0}\in \mathbb {R} ^{n}:\;|x_{0}|\leq \rho }，所有可行的輸入{\displaystyle u:\|u\|_{\infty }\leq \rho }及任意時間{\displaystyle t\geq 0}，下式都成立
| {\displaystyle \|x(t)\|\leq \beta (\|x_{0}\|,t)+\gamma (\\|u\\|_{\infty }).} |  | 4 |

可以觀察到0-GAS系統會有LISS系統的特性。

### 其他的穩定性
也有其他人提出和輸入-狀態穩定性有關的穩定性特性，例如增量輸入-狀態穩定性（incremental ISS）、輸入至輸出動態穩定性（input-to-state dynamical stability、ISDS）、輸入至輸出實務穩定性（input-to-state practical stability、ISpS）、輸入至輸出穩定性（input-to-output stability、IOS）等。

## 時滯系統的ISS
考慮非時變的时滞微分方程
| {\displaystyle {\dot {x}}(t)=f(x^{t},u(t)),\quad t>0.} |  | TDS |

其中{\displaystyle x^{t}\in C([-\theta ,0];\mathbb {R} ^{N})}是系統(TDS)在時間{\displaystyle t}的狀態，{\displaystyle x^{t}(\tau )=x(t+\tau ),\ \tau \in [-\theta ,0]}及{\displaystyle f:C([-\theta ,0];\mathbb {R} ^{N})\times \mathbb {R} ^{m}}需滿足特定假設，以確保系統(TDS)的解存在且唯一。
系統(TDS)為ISS，若且唯若存在函數{\displaystyle \beta \in {\mathcal {KL}}}及{\displaystyle \gamma \in {\mathcal {K}}}，使得針對所有{\displaystyle \xi \in C(\left[-\theta ,0\right],\mathbb {R} ^{N})}，所有可行的輸入，在任意時間{\displaystyle t\in \mathbb {R} _{+}}下，下式都成立
| {\displaystyle \left\|x(t)\right\|\leq \beta (\left\\|\xi \right\\|_{\left[-\theta ,0\right]},t)+\gamma (\left\\|u\right\\|_{\infty }).} |  | ISS-TDS |

在時滯系統的ISS理論中，提出了二個不同的李亞普諾夫型的充份條件：透過ISS Lyapunov-Razumikhin函數及ISS Lyapunov-Krasovskii泛函。有些論文有提到有關時滯系統的逆李亞普諾夫定理。

## 其他類型系統的輸入-狀態穩定性
以非時變常微分方程為基礎的輸入-狀態穩定性是已有相當發展的理論。也有研究者將此理論應用在其他的系統中，例如時變系統、混合系統。近來也有人提出，將輸入-狀態穩定性的一些概念擴展到無限維系統的想法。